# Putini, Bacău
Putini este un sat în comuna Răchitoasa din județul Bacău, Moldova, România.